# Фарфоровая мануфактура Бау
Фарфоровая мануфактура Бау (англ. The Bow porcelain factory) — одна из первых английских фарфоровых мануфактур XVIII века, наряду с фабрикой в Челси. По названию района в лондонском Ист-Энде.

## История
Мануфактура мягкого фарфора была основана в 1744 году коммерсантом Эдвардом Хейлином (1695—1765) и художником-акварелистом, гравёром и керамистом Томасом Фраем (ок. 1710—1762) из Дублина на территории современного лондонского района Тауэр-Хэмлетс, но к 1749 году предприятие перевели в «Новый кантон» (New Canton), расположенный к востоку от реки Ли, а затем в лондонский Эссекс.
Фрай был директором мануфактуры до 1759 года и получил известность как изобретатель особого «костяного» фарфора. В 1755 году мануфактуру приобрёл предприниматель и живописец по фарфору Уильям Дьюсбери (1725—1786), который был родом из Стаффордшира, традиционного района керамического производства. Дьюсбери также работал на мануфактуре в Дерби, поэтому в 1784 году он объединил предприятия в Челси и Дерби, а в 1786 году соединил в Лондоне три мануфактуры: Челси, Дерби и Бау. Продукция этих английских мануфактур мало различима.

## Продукция мануфактуры
До 1750 года изделия мануфактуры из «костяного фарфора» были невысокого качества. В 1750—1760 годах в формах и росписи проявлялись влияния китайского и майсенского фарфора.
C 1756 года на мануфактуре Бау работал рисовальщик и гравёр Роберт Хэнкок (1730—1817). Он был одним из владельцев завода с 3 марта 1772 года по 31 октября 1774 года, когда он продал свою долю после споров с другими партнёрами. Как художник прославился «деколью» (механическим переводом рисунков на фарфор) по гравюрам английских художников, а также пасторалями в духе французского рококо, и заимствованной в Майсене росписью «немецкими цветами».
«Ботанические» росписи изделий из ботанических книжных иллюстраций были заимствованы у мануфактуры в Челси. Мастера мануфактуры использовали также орнаменты типа «берен» и «типично английские пейзажи».

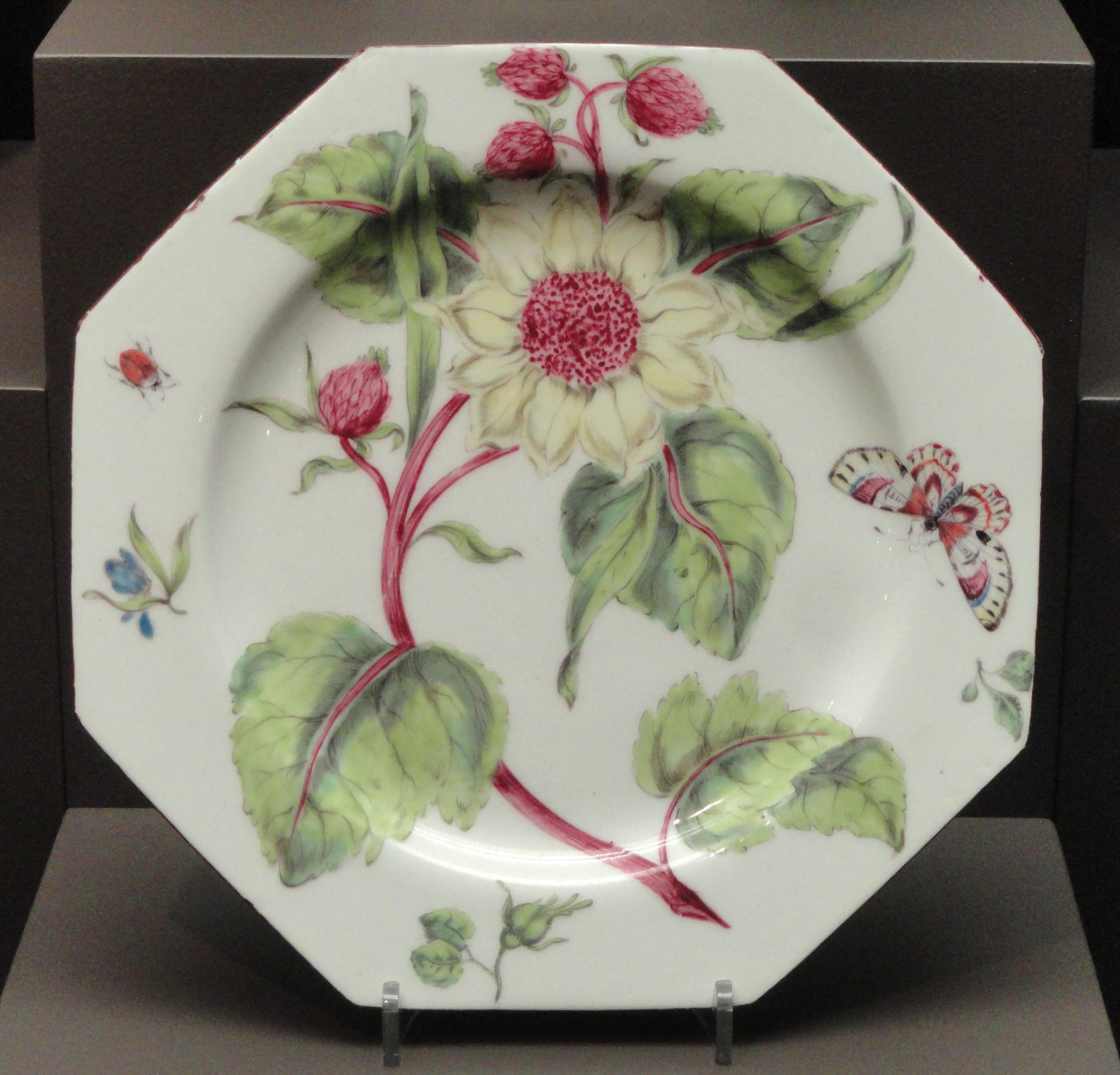
«Ботаническая тарелка» в стиле Челси. 1756—1760
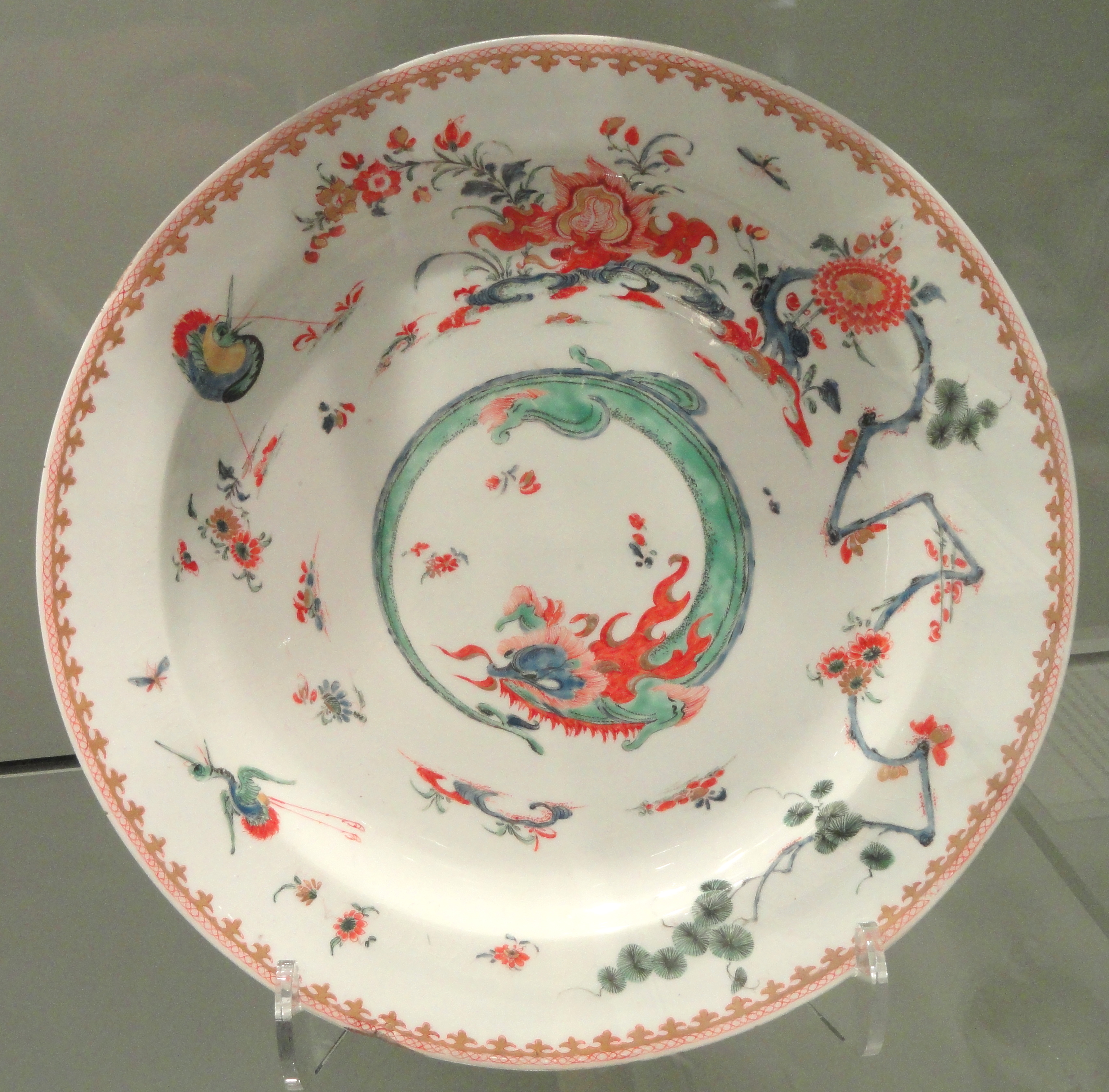
Подставка для супницы с росписью в стиле какиэмон. Ок. 1755 г.
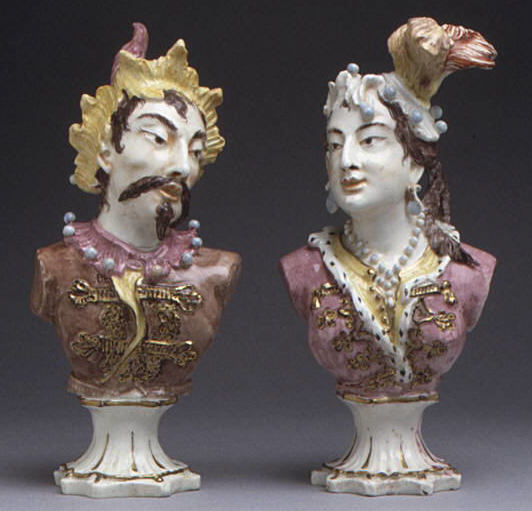
«Монгольская пара». Ок. 1750 г.
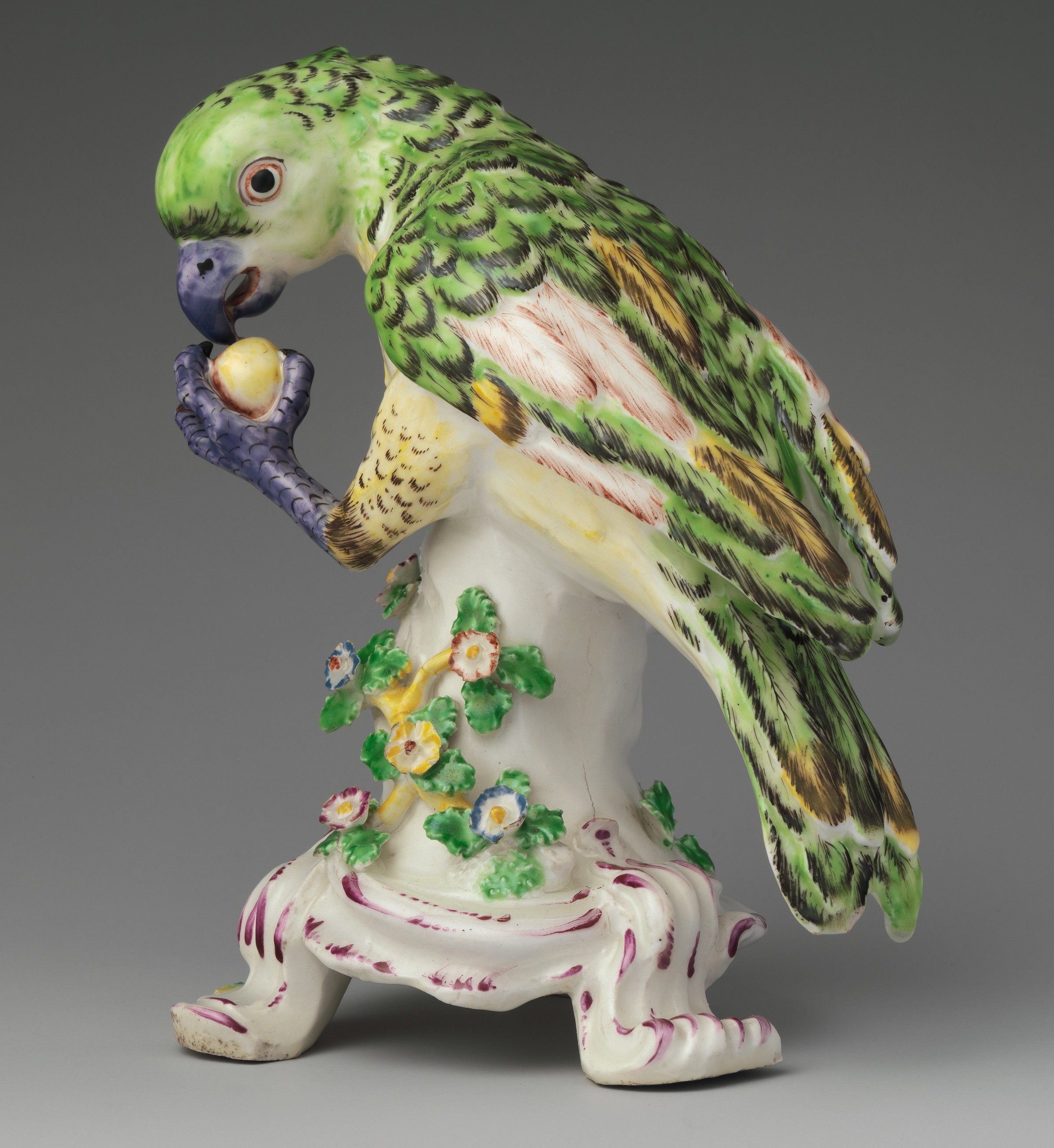
Зелёный попугай. Ок. 1760 г.
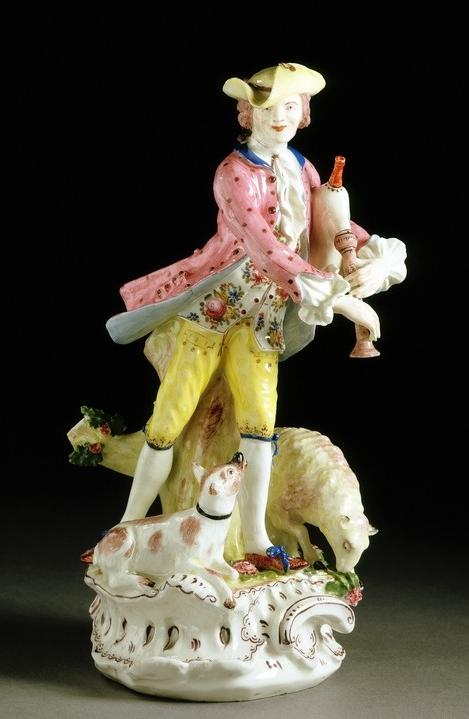
Волынщик. По модели из Майсена. Ок. 1754 г.